# Мацей Якубовський
Мацей Леон Якубовський (пол. Maciej Leon Jakubowski; 2 березня 1837, Краків — 14 грудня 1915, Краків) — педіатр, ректор Ягеллонського університету, почесний громадянин Кракова.

## Життєпис
Був шостою дитиною посадовця Сенату Кракова Людвіка та Бальбіні, народженої Єлковській. Дід Мацей Тодор Якубовський (1747—1825) був лікарем, дядько Якуб Юзеф Якубовський (1796—1886) був професором медичного факультету Ягеллонського університету, після смерті батька він був опікуном Мацея.
У 1855 році закінчив гімназію св. Анни. 25 червня 1861 року здобув ступінь доктора медицини на медичному відділенні Ягеллонського університету. За допомогою дядька проходив стажування у дитячих лікарнях Відня, Праги та Парижа. У Празі написав свою першу працю «Дослідження дихальних шляхів немовляти». Першим лікарем у Польщі отримав визнання як педіатр в 1864 році на підставі роботи про нетравлення у немовлят того ж року, будучи співавтором першої дитячої клініки Ягеллонського університету в Польщі. У 1873—1907 роках Читав лекції як професор, у 1889 році — декан медичного факультету, у 1900—1901 навчальному році ректор Ягеллонського університету. У 1873 р. Він був надзвичайним професором, лише в 1895 р. Він став звичайним професором, це був своєрідний виняток, тому що в той час в Австро-Угорській монархії не було звичайних педіатричних відділень. Був співзасновником і президентом Краківського медичного товариства та членом Краківського наукового товариства; після перетворення цього закладу в Академію мистецтв і наук, через обмежену кількість рядових членів — надзвичайного члена Академії (як і інші члени Краківського наукового товариства, яких не обрали звичайними членами Академії навичок; зі смертю Якубовського термін дії надзвичайних членів Академії закінчився).
У 1875—1887 роках радник міста Кракова. 6 лютого 1908 став почесним громадянином Кракова.
У 1872 році за допомогою Марцеліни Чарторийської заснував у Кракові Товариство лікарняної допомоги дітям, у 1876 році за допомогою згаданого товариства заснував Лікарню св. Людвіка для дітей на вулиці Стшелецької, через два роки в 1878 році його відділення в Рабці.
Як один із перших клініцистів у Європі, він запровадив у 1894 р. та популяризував серотерапію дифтерії. Був прихильником профілактичної медицини та бальнеологічного лікування дітей. Вважається творцем польської педіатричної школи. Співробітник польського медичного журналу «Przegląd Lekarski», автор понад 20 наукових праць.
Нагороджений австрійським орденом Залізної корони. Одружений з Юзефою Геклов (померла 1879).
Помер бездітним внаслідок раку шлунково-кишкового тракту. Похований на Раковицькому цвинтарі.
Посмертно нагороджений Командирським хрестом ордена Відродження Польщі (1936).